# 3,4-Dimethoxyzimtsäure
3,4-Dimethoxyzimtsäure ist eine organische Verbindung, welche ein Derivat der Zimtsäure darstellt.

## Isomerie
3,4-Dimethoxyzimtsäure kommt in zwei isomeren Formen vor, als (E)-3,4-Dimethoxyzimtsäure und (Z)-3,4-Dimethoxyzimtsäure.

## Vorkommen

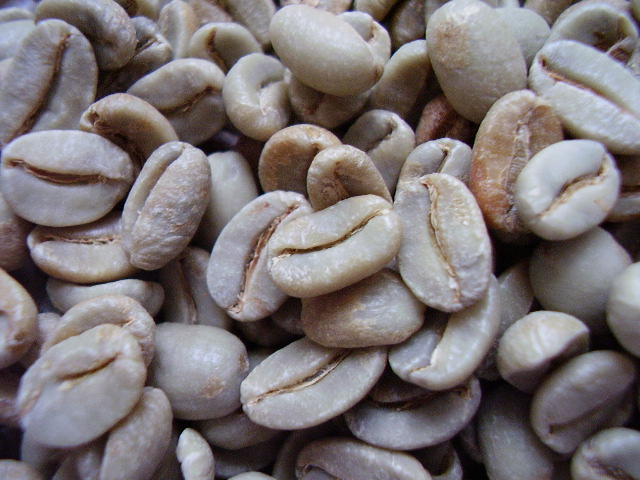
Ungeröstete Kaffeebohnen enthalten natürlicherweise 3,4-Dimethoxyzimtsäure

Die Verbindung kommt natürlich in ungerösteten Kaffeebohnen vor, wobei der Anteil in Bohnen von Coffea robusta (im Mittel 0,433 g·kg−1) höher ist als in denen von Coffea arabica (im Mittel 0,059 g·kg−1).
Daneben kann sie auch in Kreuzblumen (Polygala senega) nachgewiesen werden.

## Darstellung
Die Verbindung kann mit der Doebner-Variante der Knoevenagel-Reaktion durch Umsetzen von Veratrumaldehyd mit Malonsäure dargestellt werden.